# 海南白花苋
海南白花苋（学名：Aerva hainanensis）为苋科白花苋属下的一个种。其种加词“hainanensis”意为“海南的”。
现接受名为马来青花苋海南亚种（Psilotrichopsis curtisii var. hainanensis (F.C.How) H.S.Kiu, 1993）。